# Daniel Beahan
Daniel Beahan (født 5. april 1984 i Bundaberg) er en australsk amatørbokser, som konkurrerer i vægtklassen Super-sværvægt. Beahan har ingen større internationale resultater, og fik sin olympiske debut da han repræsenterede Australien ved sommer-OL 2008. Her blev han slået ud i første runde af Ruslan Myrsatayev fra Kasakhstan i samme vægtklasse. Han deltog også i Verdensmesterskabet i 2007 i Chicago, USA hvor han røg ud i første runde.